# Kurtalan (district)
Kurtalan is een Turks district in de provincie Siirt en telt 55.076 inwoners (2007). Het district heeft een oppervlakte van 817,4 km².
De bevolkingsontwikkeling van het district is weergegeven in onderstaande tabel.
| 1997   | 2000   | 2007   |
| ------ | ------ | ------ |
| 51.482 | 53.521 | 55.076 |